# Simena joaria
Simena joaria är en fjärilsart som beskrevs av Achille Guenée 1858. Simena joaria ingår i släktet Simena och familjen mätare. Inga underarter finns listade i Catalogue of Life.